# Анатомический театр (Падуя)
Анатомический театр в Падуе (итал. Teatro anatomico di Padova) — старейший анатомический театр в мире. Открыт в Падуе в 1490 году.
Расположен в Палаццо Бо (ит.) — историческом здании Падуанского университета, одного из старейших университетов Европы и Италии, открытого в 1222 году. Здесь образовалась первая медицинская школа (Падуанская школа).
В восточном крыле университета находится зал медицинского факультета, где сохранился средневековый потолок первого этажа, а также фрески работы Акилле Фуни. Маленькая дверь в зале, над которой помещен герб известного итальянского анатома, хирурга и патолога Иеронима Фабриция (Hieronymus Fabricius ab Acquapendente), ведёт в анатомический театр, который был построен самим учёным в 1594 году и использовался по прямому назначению до 1872 года.
Сохранился в прежнем виде до сегодняшнего дня. Ныне является одной из туристических достопримечательностей Падуи.
Этот уникальный театр имеет деревянную структуру конусообразной эллиптической формы в шесть рядов, предназначенных для зрителей, 0,92 м в высоту каждый. Стол для вскрытия трупов врачами расположен в центре. Размеры 8,75×10,0 м, высота 12,0 м. Каждая галерея (ряд) оборудован резной балюстрадой. Мест для сидения не предусмотрено; в прошлом даже герцоги и другие знатные особы должны были стоять в течение нескольких часов. Театр был рассчитан на 200 зрителей. В первом ряду стоял ректор, профессора, дворяне, члены магистрата и члены медицинского заведения. Второй и третий ряды были зарезервированы для студентов, остальные были открыты для публики.
Театр формой напоминает скорлупу грецкого ореха.
В прошлом, когда действовал запрет на вскрытие трупов, тела умерших доставлялись по подземному ходу непосредственно на секционный стол.